# Charles Macintosh
Pour les articles homonymes, voir Mackintosh.
Charles Macintosh, né à Glasgow le 29 décembre 1766 et mort à Dunchattan en Écosse le 25 juillet 1843, est un inventeur et chimiste écossais réputé pour ses nombreuses trouvailles. 

## Biographie
Charles Macintosh entame sa carrière d'ingénieur chimiste à l'âge de 20 ans seulement. Il produit un sel ammoniacal à partir de l'acétate de plomb, invente plusieurs colorants et  obtient un brevet pour une méthode peu pratique de conversion du fer en acier à haute température.
Il est surtout connu pour son invention en 1823 d'une matière imperméable obtenue par dissolution du caoutchouc dans du naphta porté à ébullition. La matière brevetée prit le nom de son inventeur, mais elle est généralement orthographiée mackintosh. Ce nom fut donné plus tard aux imperméables fabriqués dans cette matière, et devint même synonyme d'imperméable en Grande-Bretagne. Charles Macintosh est devenu membre de la Royal Society en 1823.